# 1927 au Manitoba
Chronologie du Manitoba
- 1923
- 1924
- 1925
- 1926
- 1927
- 1928
- 1929
- 1930
- 1931

Cette page concerne des événements d'actualité qui se sont produits durant l'année 1927 dans la province canadienne du Manitoba.

## Politique
- Premier ministre : John Bracken
- Chef de l'Opposition :
- Lieutenant-gouverneur : Theodore Arthur Burrows
- Législature :

## Naissances
- 30 janvier : Sterling Rufus Webster Lyon, C.P., LL.B. (né à Windsor, en Ontario - mort le 16 décembre 2010 à Winnipeg, au Manitoba[1]) est une personnalité politique canadienne, premier ministre du Manitoba de 1977 à 1981.